# Pertti Jantunen
Pertti Jantunen (*Lahti, Finlandia, 25 de junio de 1952) es un exfutbolista finlandés. Jugaba de centrocampista y jugó principalmente en el Reipas Lahti. También jugó en el CD Málaga y en el Bristol City.

## Selección nacional
Fue internacional con la Selección de fútbol de Finlandia, jugando 26 partidos internacionales.

## Clubes
| Club           | País       | Año       |
| -------------- | ---------- | --------- |
| Reipas Lahti   | Finlandia  | 1971-1977 |
| CD Málaga      | España     | 1977-1978 |
| IFK Eskilstuna | Suecia     | 1978-1979 |
| Bristol City   | Inglaterra | 1978-1980 |
| Reipas Lahti   | Finlandia  | 1980-1981 |
| Västerås SK    | Suecia     | 1981-1983 |
| Reipas Lahti   | Finlandia  | 1983-1990 |